# Shay Murphy
Eshaya Marie Murphy, detta Shay (Canoga Park, 15 aprile 1985), è un'ex cestista statunitense naturalizzata montenegrina, professionista nella WNBA.

## Carriera
È stata selezionata dalle Minnesota Lynx al secondo giro del Draft WNBA 2007 (15ª scelta assoluta).

## Palmarès
- Campionessa WNBA (2014)